# Teus van den Berg-Been
Teuntje Agatha (Teus) van den Berg-Been (Brielle, 9 februari 1926 - Haarlem, 14 mei 2021) was een Nederlands beeldhouwer.

## Leven en werk

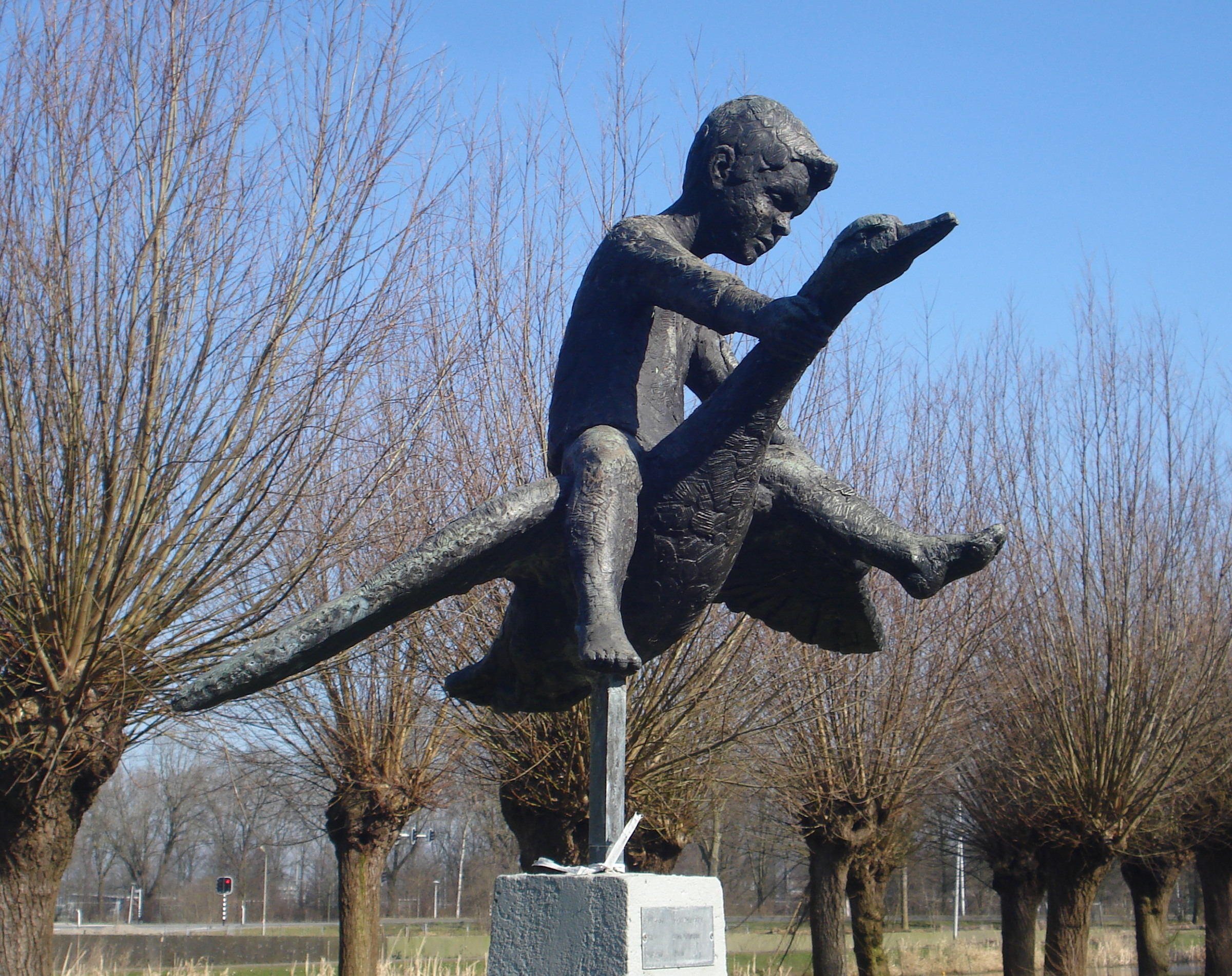
Nils Holgersson, Alphen

Van den Berg ging naar de rijks-hbs in Brielle en werd opgeleid aan de Rotterdamse academie (1946-1950) als leerling van de beeldhouwer Gerard Hoppen. Later bezocht ze de Sommerakademie für Bildende Kunst Salzburg (1963). Ze was ruim 25 jaar docent visuele hulpmiddelen bij het Koninklijk Instituut voor de Tropen en doceerde vervolgens handenarbeid aan de Volkshogeschool.
In haar vrije tijd maakte Van den Berg kleinplastieken, speelplastieken en vrijstaand werk, veelal mens- en dierfiguren in brons en steen. Haar eerste opdracht kreeg ze tijdens haar studietijd: een herdenkingsplaquette voor omgekomen oud-leerlingen van de rijks-hbs in Brielle.
Ze werd 95 jaar oud.

## Werken (selectie)
- herdenkingsplaquette (1949) voor de rijks-hbs in Brielle
- Lezende jongen (1963), Brielle
- Samenspel (1966), Leeuwarden
- gevelreliëf Onder moeders paraplu (1967), Vlaardingen
- Hans Onversaecht (1967), Brielle
- gevelreliëf ezeltjes (1969), Vlaardingen
- Joods monument (1971) in het gemeentehuis in Brielle
- Drie zwanen (1971), Brielle
- Handje Klap (1974) voor de basisschool in Oud-Alblas
- Nils Holgersson (1988), Alphen aan den Rijn
- Monument der verloren kinderen (1999), Kamp Vught[5]
- Sonny Boy (2009), Den Haag

## Afbeeldingen

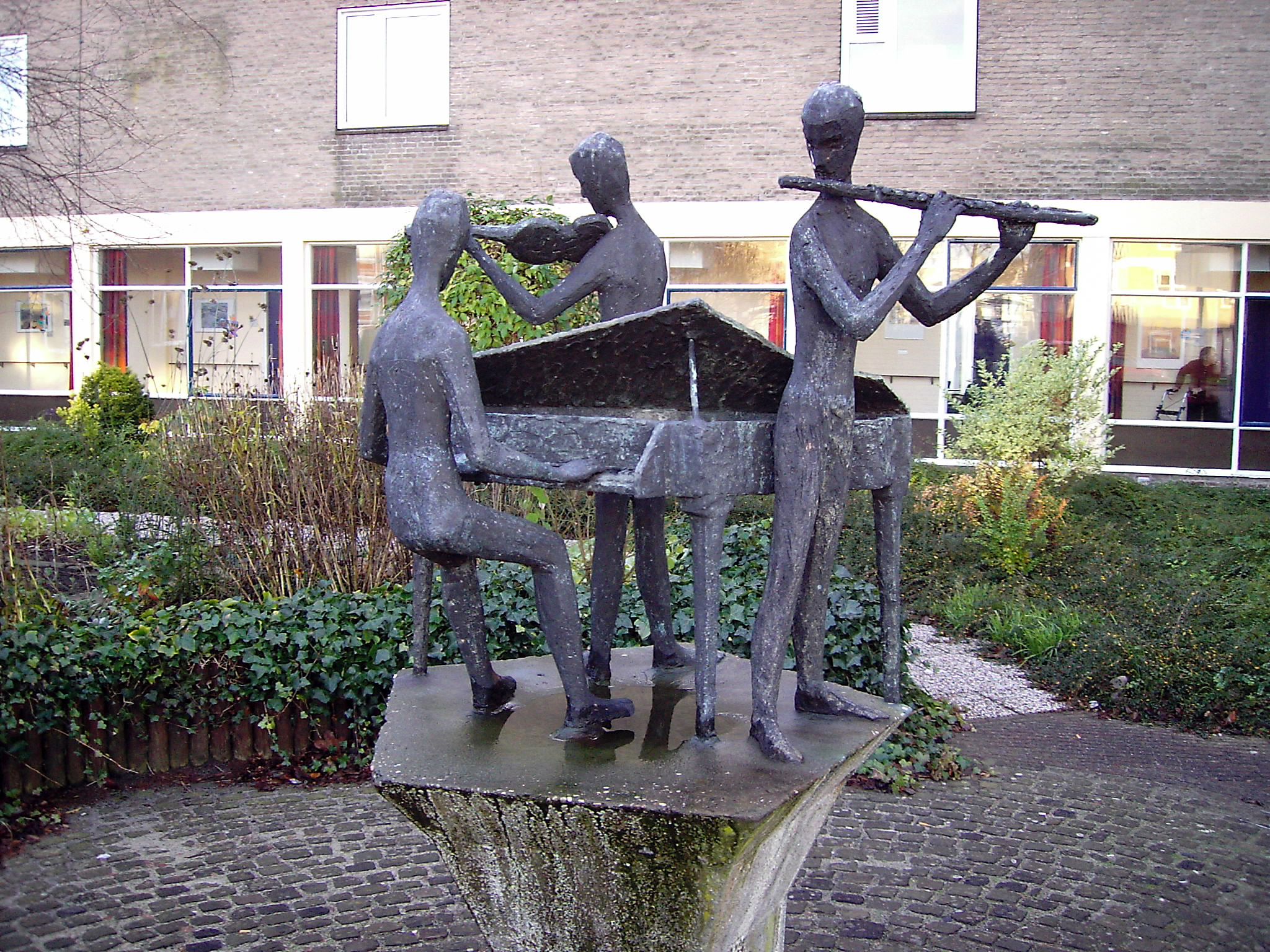
Samenspel
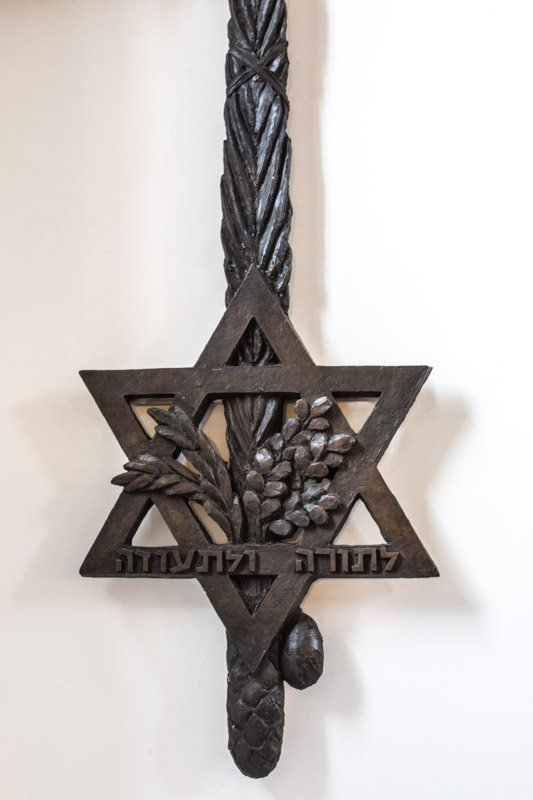
Joods monument
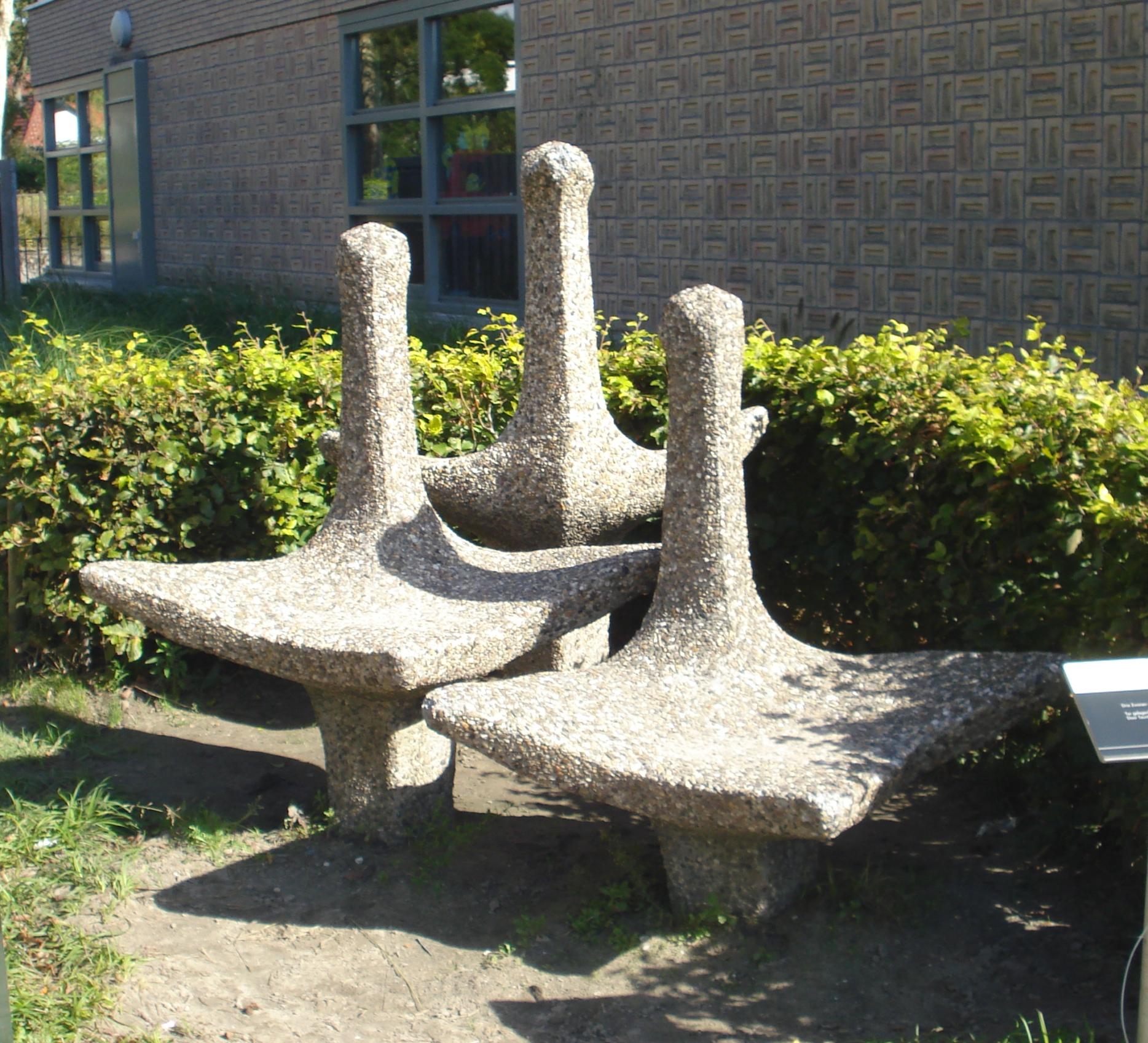
Drie zwanen